# Karel Leopold Klaudy

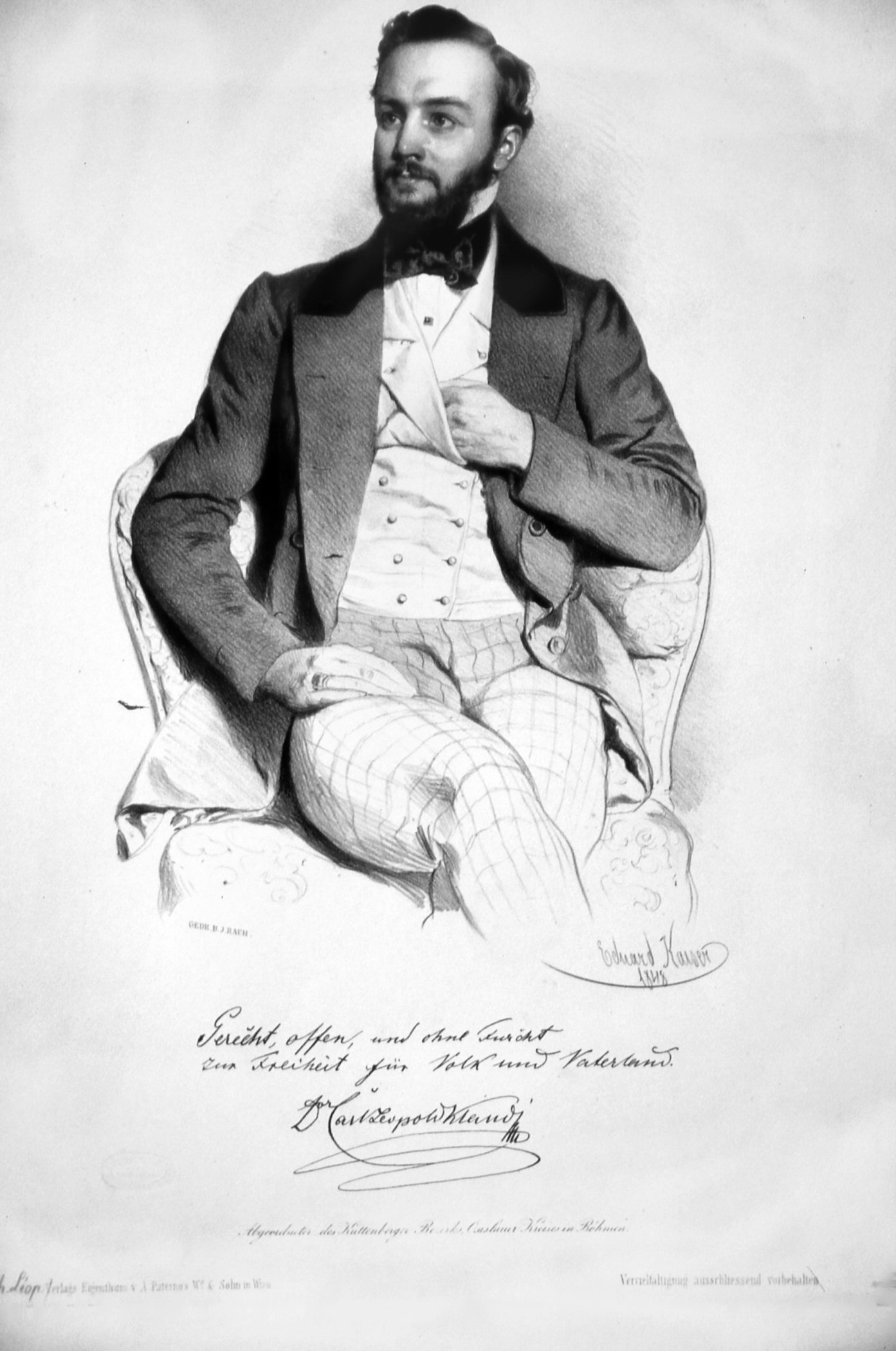
Karel Leopold Klaudy, Lithographie von Eduard Kaiser 1848

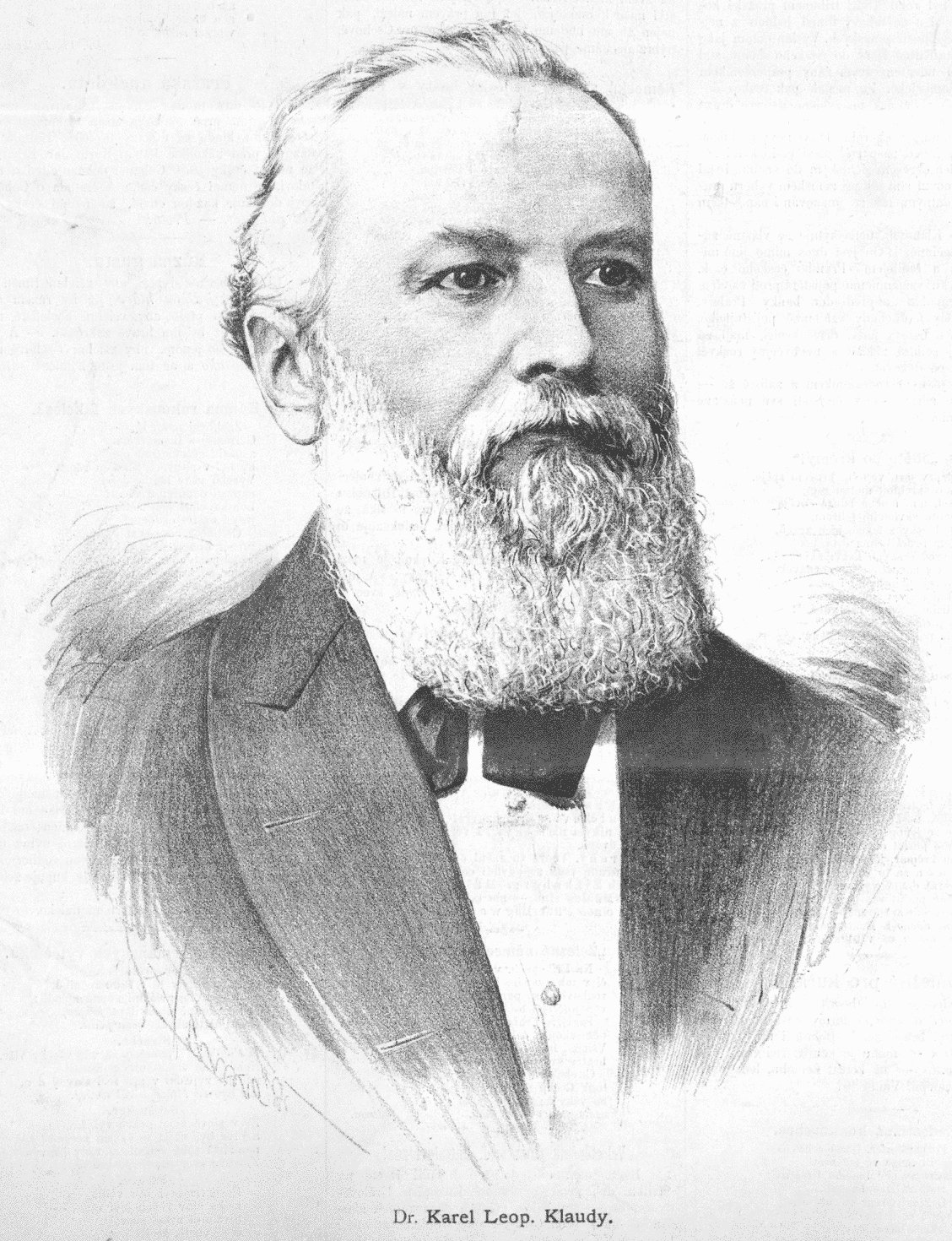
Karel Leopold Klaudy (Jan Vilímek 1886)

Karel Leopold Klaudy, ab 1875 Ritter von Klaudy (* 30. Dezember 1822 in Tábor, Bezirk Tabor, Königreich Böhmen; † 11. Februar 1894 in Prag) war ein böhmisch-tschechischer Rechtsanwalt und Politiker.

## Herkunft und Familie
Klaudy wurde unter dem Namen Karl Leopold Klaudi geboren. Die Schreibweise des Nachnamens änderte sich mit der Erhebung in den Adelsstand 1875 zu Ritter von Klaudy. Er war der Sohn von Josef Klaudi (* 4. März 1796 Rudolfstadt; † 25. Februar 1887 Prag), Richter und Senatspräsident am Oberlandesgericht Prag, und dessen Ehefrau Josefine, geborene Korn (* 4. September 1799 Prag; † 5. September 1880 Prag). Klaudys Bruder war August Klaudi (* 1840 Prag; † 1865 Wien), der Gründer des Corps Austria.

## Leben
Klaudy studierte an der Prager Karls-Universität, wo er nach einer kurzen Tätigkeit beim Landgericht auch lehrte. An den Geschehnissen des Revolutionsjahres 1848 nahm er aktiv teil. Er wurde in das verfassungsgebende Parlament in Wien und Kremsier gewählt, wo er das Gesetz zur Auflösung des Adels unterstützte. Später wurde er selbst in den Ritterstand erhoben. Nach der Auflösung des Parlaments arbeitete er als Gerichtsassessor in Pibrans, wobei seine engagierte politische Tätigkeit zum Hindernis für eine weitere Karriere wurde. Nur durch Beziehungen zu Aristokraten erhielt er eine Rechtsanwaltsstelle in Jitschin.
Nach 1861 wurde er in den böhmischen Landtag gewählt und war für kurze Zeit auch Reichsratsabgeordneter. 1865 siedelte er nach Prag um und besetzte hier von 1867 bis 1869 als Nachfolger von Václav Bělský die Stelle des Prager Bürgermeisters. Im Jahre 1870 kaufte er das Gut Řitka. 1879 verließ er die Partei Staročeši, in der er politisch tätig war und verschwand vier Jahre später von der politischen Bühne. Im Jahre 1891 verkaufte Klaudy das Gut Řitka an Johanna Gräfin von Brandis.

## Persönliche Einstellung
Klaudy gehörte zu den bedeutenden Politikern der Staročeši genannten Partei, sympathisierte aber in den 1870er Jahren auch mit den radikalen Mladočeši. 